# Kemal Kıvanç Elgaz
Kemal Kıvanç Elgaz est un joueur turc de volley-ball né le 1er janvier 1986. Il mesure 2 m et joue attaquant.

## Clubs
| Club           | Pays    | De        | À         |
| -------------- | ------- | --------- | --------- |
| Galatasaray SK | Turquie | 2007-2008 | 2008-2009 |